# Tropiocolotes
Tropiocolotes è un genere di piccoli sauro della famiglia dei Gekkonidae.

## Descrizione
Sono gechi di piccolissima taglia, molti dei quali non superano i 4 cm di lunghezza totale. Comunemente noti come "gechi pigmei", hanno un corpo allungato e la testa ovale, lunga quasi come il resto del corpo.

## Biologia
Hanno abitudini notturne e crepuscolari.

Si nutrono di insetti

## Tassonomia

### Specie
Il genere Tropiocolotes comprende attualmente 9 specie:
- Tropiocolotes bisharicus Baha El Din, 2001
- Tropiocolotes helenae Nikolsky, 1907
- Tropiocolotes latifi (Leviton & Anderson, 1972) - Geco nano di Latifi
- Tropiocolotes nattereri Steindachner, 1901
- Tropiocolotes nubicus Baha El Din, 1999
- Tropiocolotes persicus (Nikolsky, 1903)
- Tropiocolotes scortecci Cherchi & Spano, 1963
- Tropiocolotes steudneri (Peters, 1869) - Geco nano del Nord Africa
- Tropiocolotes tripolitanus Peters, 1880

### Specie soppresse o rinominate
- Tropiocolotes depressus è stata riclassificata come Asiocolotes depressus Minton & Anderson, 1965
- Tropiocolotes levitoni è stata riclassificata come Asiocolotes levitoni Golubev & Szczerbak, 1979